# Куба на Светском првенству у атлетици на отвореном 2011.
Куба је на 13. Светском првенству у атлетици на отвореном 2011. одржаном у Тегу од 27. августа до 4. септембра, учествовала тринаести пут, односно учествовала је на свим првенствима до данас. Репрезентацију Кубе представљало 37 такмичара (14 мушкараца и 17 жена) који су се такмичили у 20 дисциплина (10 мушких и 10 женских).,[ref>Резултати такмичара из Кубе на СП Прибављено 7.12.2024.</ref>
На овом првенству Куба је по броју освојених медаља делила 21. месту са четири медаље (једна сребрна и три бронзане). Оборен су два национална и два лична рекорда и остварена су осам лична резултата у сезони. 
У табели успешности према броју и пласману такмичара који су учествовали у финалним такмичењима (првих 8 такмичара) Куба је са 10 учесника у финалу освојила 9 место са 48 бодова.
| Плас. | Земља | 1. место | 2. место | 3. место | 4. место | 5. место | 6. место | 7. место | 8. место | Бр. финал. | Бод. |
| ----- | ----- | -------- | -------- | -------- | -------- | -------- | -------- | -------- | -------- | ---------- | ---- |
| 9.    | Куба  | 0        | 1        | 3        | 3        | 1        | 1        | 0        | 1        | 10         | 48   |

## Учесници
| Мушкарци: - Михаел Ерера — 200 м - Вилијам Колазо — 400 м - Дајрон Роблес — 110 м препоне - Омар Сиснерос — 400 м препоне - Виктор Моја — Скок увис - Лазаро Борхес — Скок мотком - Алексис Копељо — Троскок - Јоандри Бетанзос — Троскок - Арни Давид Хиралт — Троскок - Карлос Велиз — Бацање кугле - Хорхе Фернандез — Бацање диска - Гиљермо Мартинез — Бацање копља - Леонел Суарез — Десетобој - Јорданис Гарсија — Десетобој | Жене: - Нелкис Касабона — 100 м, 200 м - Ејми Мартинез — 400 м, штафета 4 х 400 м - Даисурами Боне — 400 м, штафета 4 х 400 м - Diosmely Peña — штафета 4 х 400 м - Susana Clement — штафета 4 х 400 м - Јарислеј Силва — Скок мотком - Даилис Кабаљеро — Скок мотком - Мабел Гај — Троскок - Јархелис Савињ — Троскок - Јаријана Мартинез — Троскок - Дајленис Алкантара — Троскок - Маилин Варгас — Бацање кугле - Мислејдис Гонзалезо — Бацање кугле - Јарелис Бариос — Бацање диска - Денија Кабаљеро — Бацање диска - Јипси Морено — Бацање кладива - Јанет Круз — Бацање копља |  |

## Освајачи медаља (4)

### Сребро (1)
- Лазаро Борхес — Скок мотком

### Бронза (3)
- Јарелис Бариос — Бацање диска
- Гиљермо Мартинез — Бацање копља
- Леонел Суарез — Десетобој

## Резултати

### Мушкарци
| Атлетичар         | Дисциплина    | Лични рекорд | Квалификације | Квалификације | Полуфинале           | Полуфинале   | Финале                | Финале          | Детаљи |
| Атлетичар         | Дисциплина    | Лични рекорд | Резултат      | Место         | Резултат             | Место        | Резултат              | Место           | Детаљи |
| ----------------- | ------------- | ------------ | ------------- | ------------- | -------------------- | ------------ | --------------------- | --------------- | ------ |
| Михаел Ерера      | 200 м         | 20,31        | 20,76 КВ      | 3. у гр. 7    | 20,75                | 4. у гр. 3   | Нису се квалификовали | 13 / 53 (54)    |        |
| Вилијам Колазо    | 400 м         | 44,93        | 45,89 КВ      | 4. у гр. 4    | 46,13                | 7. у гр. 1   | Нису се квалификовали | 21 / 36 (39)    |        |
| Дајрон Роблес     | 110 м препоне | 12,87        | 13,42 КВ      | 2. у гр. 4    | 13,32 КВ             | 2. у гр. 1   | Дисквалификован       | Дисквалификован |        |
| Омар Сиснерос     | 400 м препоне | 48,21 НР     | 49,69 кв      | 5. у гр. 1    | 50,10                | 8. у гр. 3   | Нису се квалификовали | 21 / 34         |        |
| Виктор Моја       | Скок увис     | 2,35         | 2,21          | 16. у гр. А   |                      |              | Нису се квалификовали | 21 / 32 (34)    |        |
| Лазаро Борхес     | Скок мотком   | 5,75 НР      | 5,65 кв       | 5. у гр. Б    | 5,90 НР              |              |                       |                 |        |
| Алексис Копељо    | Троскок       | 17,68        | 17,31 КВ      | 1. у гр. Б    | 17,47                | 4 / 26 (31)  |                       |                 |        |
| Јоандри Бетанзос  | Троскок       | 17,69        | 17,01 кв      | 3. у гр. Б    | 16,67                | 11 / 26 (31) |                       |                 |        |
| Арни Давид Хиралт | Троскок       | 17,62        | 16,74         | 7. у гр. А    | Није се квалификовао | 13 / 26 (31) |                       |                 |        |
| Карлос Велиз      | Бацање кугле  | 20,72        | 20,24 кв      | 5. у гр. Б    | 19,70                | 11 / 25 (27) |                       |                 |        |
| Хорхе Фернандез   | Бацање диска  | 66,00        | 64,94 кв      | 3. у гр. Б    | 63,54                | 8 / 31 (33)  |                       |                 |        |
| Гиљермо Мартинез  | Бацање копља  | 87,17 НР     | 83,77 КВ      | 1. у гр. А    | 84,30                |              |                       |                 |        |

#### Десетобој
| Дисциплина    | Леонел Суарез | Леонел Суарез | Леонел Суарез | Леонел Суарез | Леонел Суарез | Леонел Суарез |
| Дисциплина    | Лич. рек.     | Резултат      | Бод.          | Плас.         | Укупно        | Плас.         |
| ------------- | ------------- | ------------- | ------------- | ------------- | ------------- | ------------- |
| 100 м         | 10,90         | 11,07         | 845           | 17.           | 845           | 17.           |
| Скок удаљ     | 7,42          | 7,33 ЛРС      | 893           | 11            | 1.738         | 13.           |
| Бацање кугле  | 15,20         | 14,54 ЛРС     | 761           | 16.           | 2.499         | 12.           |
| Скок увис     | 2,10          | 2,05          | 850           | 3.            | 3.349         | 8.            |
| 400 м         | 47,65         | 49,17         | 853           | 8.            | 4.202         | 7.            |
| 110 м препоне | 14,12         | 14,29 ЛРС     | 937           | 6.            | 5.139         | 5.            |
| Бацање диска  | 47,32         | 46,25         | 793           | 10.           | 5.932         | 4.            |
| Скок мотком   | 4,90          | 5,00 ЛР       | 910           | 4.            | 6.842         | 3.            |
| Бацање копља  | 77,47         | 69,12         | 876           | 1.            | 7.718         | 2.            |
| 1.500 м       | 4:16,70       | 4:24,16 ЛРС   | 783           | 4.            | 8.501         | 3.            |
| Десетобој     | 8.654, НР     |               |               |               | 8.501         |               |

| Дисциплина    | Јорданис Гарсија | Јорданис Гарсија | Јорданис Гарсија | Јорданис Гарсија | Јорданис Гарсија | Јорданис Гарсија |
| Дисциплина    | Лич. рек.        | Резултат         | Бод.             | Плас.            | Укупно           | Плас.            |
| ------------- | ---------------- | ---------------- | ---------------- | ---------------- | ---------------- | ---------------- |
| 100 м         | 10,60            | 10,85 ЛРС        | 894              | 10.              | 894              | 10.              |
| Скок удаљ     | 7,36             | 6,56             | 711              | 29.              | 1.605            | 25.              |
| Бацање кугле  | 16,50            | 14,93            | 785              | 10.              | 2.390            | 25.              |
| Скок увис     | 2,10             | 2,02             | 822              | 6.               | 3.212            | 21.              |
| 400 м         | 48,34            | 49,64            | 831              | 15.              | 4.043            | 19.              |
| 110 м препоне | 13,89            | 14,70            | 886              | 16.              | 4.929            | 20.              |
| Бацање диска  | 47,70            | НС               |                  |                  |                  |                  |
| Скок мотком   | 4,90             | НС               |                  |                  |                  |                  |
| Бацање копља  | 69,37            | НС               |                  |                  |                  |                  |
| 1500 м        | 4:31,40          |                  |                  |                  |                  |                  |
| Десетобој     | 8.496            |                  |                  |                  |                  | НЗ               |

### Жене
| Атлетичарка                                               | Дисциплина     | Лични рекорд | Квалификације | Квалификације | Полуфинале            | Полуфинале            | Финале                 | Финале       | Детаљи |
| Атлетичарка                                               | Дисциплина     | Лични рекорд | Резултат      | Место         | Резултат              | Место                 | Резултат               | Место        | Детаљи |
| --------------------------------------------------------- | -------------- | ------------ | ------------- | ------------- | --------------------- | --------------------- | ---------------------- | ------------ | ------ |
| Нелкис Касабона                                           | 100 м          | 11,34        | 11,47         | 4. у гр. 1    | Није се квалификовала | Није се квалификовала | Није се квалификовала  | 30 / 71 (73) |        |
| Нелкис Касабона                                           | 200 м          | 22,97        | 23,21 кв      | 5. у гр. 4    | 23,02                 | 4. у гр. 1            | Није се квалификовала' | 18 / 37 (40) |        |
| Ејми Мартинез                                             | 400 м          | 51,74        | 53,67         | 6. у гр. 4    | Нису се квалификовале | Нису се квалификовале | Нису се квалификовале  | 24 / 33 (37) |        |
| Даисурами Боне                                            | 400 м          | 51,69        | 56,69         | 6. у гр. 3    | Нису се квалификовале | Нису се квалификовале | Нису се квалификовале  | 25 / 33 (37) |        |
| Ејми Мартинез Diosmely Peña Susana Clement Даисурами Боне | 4 х 400 м      | 3:22,34 НР   | 3:28,02 НРС   | 4. у гр. 1    |                       |                       | Нису се квалификовале  | 10 / 18 (20) |        |
| Јарислеј Силва                                            | Скок мотком    | 4.66 НР      | 4,55 кв       | 5. у гр. Б    | 4,70 НР, ЛР           | 5 / 30 (35)           |                        |              |        |
| Даилис Кабаљеро                                           | Скок мотком    | 4,51         | 4,40          | 11. у гр. А   | Није се квалификовала | 23 / 30 (35)          |                        |              |        |
| Мабел Гај                                                 | Троскок        | 14,66        | 14,53 кв      | 1. у гр. А    | 14,67 ЛР              | 4 / 34                |                        |              |        |
| Јархелис Савињ                                            | Троскок        | 15,28        | 14,62 кв      | 1. у гр. Б    | 14,43                 | 6 / 34                |                        |              |        |
| Јаријана Мартинез                                         | Троскок        | 14,42        | 14,07         | 7. у гр. А    | Нису се квалификовале | 13 / 34               |                        |              |        |
| Дајленис Алкантара                                        | Троскок        | 14,56        | 13,78         | 10. у гр. Б   | Нису се квалификовале | 23 / 34               |                        |              |        |
| Маилин Варгас                                             | Бацање кугле   | 19.02        | 18,27         | 6. у гр. Б    | Нису се квалификовале | 13 / 23 (25)          |                        |              |        |
| Мислејдис Гонзалез                                        | Бацање кугле   | 19.50        | 18,27         | 8. у гр. А    | Нису се квалификовале | 14 / 23 (25)          |                        |              |        |
| Јарелис Бариос                                            | Бацање диска   | 66,13        | 63,80 КВ      | 2. у гр. А    | 65,73 ЛРС             |                       |                        |              |        |
| Денија Кабаљеро                                           | Бацање диска   | 62,94        | 60,36 кв      | 4. у гр. Б    | 60,73                 | 9 / 23 (24)           |                        |              |        |
| Јипси Морено                                              | Бацање кладива | 76,62 НР     | 73,29 КВ      | 1. у гр. Б    | 74,48 ЛРС             | 4 / 27                |                        |              |        |
| Јанет Круз                                                | Бацање копља   | 63,50        | 56,73         | 6. у гр. Б    | Није се квалификовала | 22 / 27 (28)          |                        |              |        |